# Mülheimská cena za drama
Mülheimská cena za drama (něm. Mülheimer Dramatikerpreis) je výroční německojazyčné dramatické ocenění. O vítězi rozhoduje odborná porota ve veřejné diskusi.
Od roku 1976 se v německém městečku Mülheim an der Ruhr koná divadelní festival Stücke (Hry). Na tento festival je každoročně pozváno sedm až osm inscenací nových německojazyčných her. Zpravidla se jedná o uvedení premiérová, debutuje-li však v dané sezóně tentýž text na vícero jevištích, vybírají porotci inscenaci umělecky přesvědčivější.
Třebaže posuzovány jsou hry především na základě pozvané inscenace, cena včetně finanční odměny v současné výši 15 000 eur je určena autorce či autorovi textu, nikoliv divadelnímu ansámblu či režisérce/režisérovi představení.
Od roku 2010 se v Mülheimu pod názvem KinderStücke koná též festival divadelních her pro děti a mládež. Mülheimská cena za drama pro děti a mládež je honorována 10 000 eury.

## Ocenění
- 1976 Franz Xaver Kroetz – Das Nest
- 1977 Gerlind Reinshagen – Sonntagskinder
- 1978 Martin Sperr – Die Spitzeder

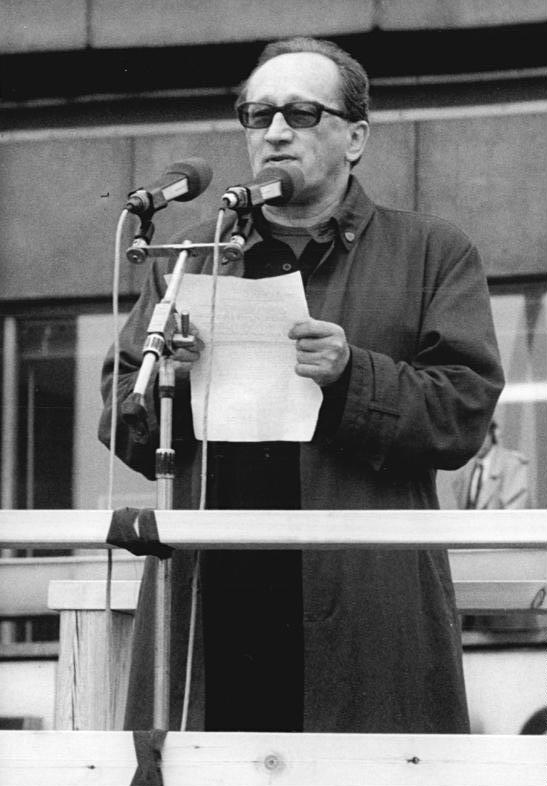
Heiner Müller

- Heiner Müller1979 Heiner Müller – Germania - Tod in Berlin
- 1980 Ernst Jandl – Aus der Fremde
- 1981 Peter Greiner – Kiez
- 1982 Botho Strauß – Kalldewey, Farce
- 1983 George Tabori – Jubiläum
- 1984 Lukas B. Suter – Schrebers Garten
- 1985 Klaus Pohl – Das alte Land
- 1986 Herbert Achternbusch – Gust
- 1987 Volker Ludwig – Linie 1
- 1988 Rainald Goetz – Krieg
- 1989 Tankred Dorst – Korbes
- 1990 George Tabori – Weisman und Rotgesicht
- 1991 Georg Seidel – Villa Jugend
- 1992 Werner Schwab – Volksvernichtung oder Meine Leber ist sinnlos
- 1993 Rainald Goetz – Katarakt

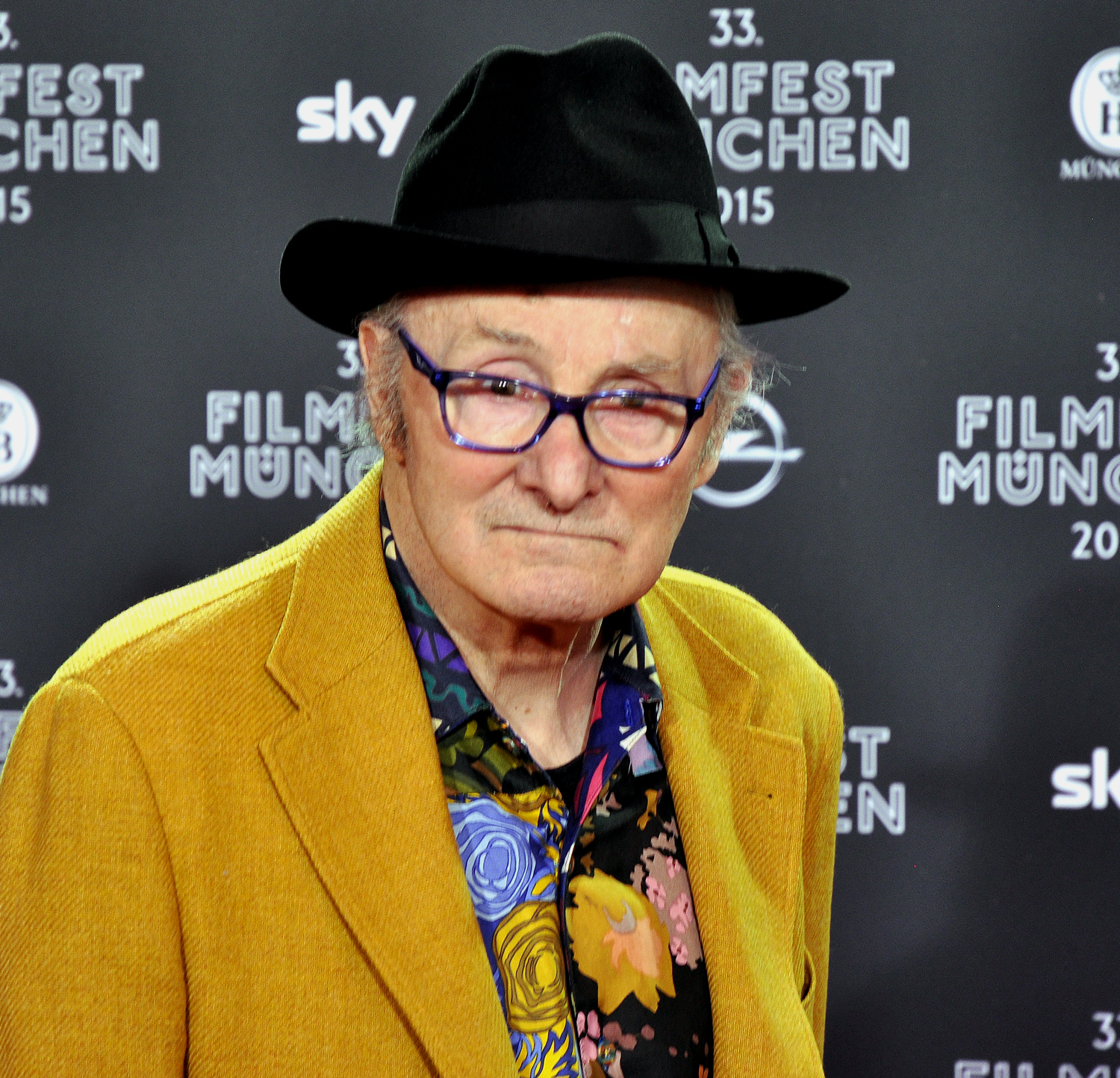
Herbert Achternbusch

- Herbert Achternbusch1994 Herbert Achternbusch – Der Stiefel und sein Socken
- 1995 Einar Schleef – Totentrompeten
- 1996 Werner Buhss – Bevor wir Greise wurden
- 1997 Urs Widmer – Top Dogs (česky Top dogs)
- 1998 Dea Loher – Adam Geist
- 1999 Oliver Bukowski – Gäste (Tragödie)
- 2000 Rainald Goetz – Jeff Koons
- 2001 René Pollesch – world wide web-slums
- 2002 Elfriede Jelinek – Macht nichts[3]
- 2003 Fritz Kater – zeit zu lieben zeit zu sterben
- Elfriede Jelinek2004 Elfriede Jelinek – Das Werk

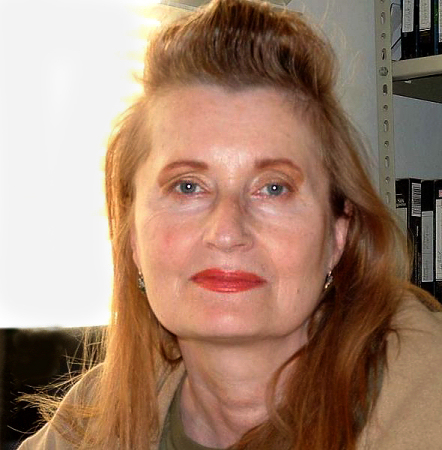
Elfriede Jelinek

- 2005 Lukas Bärfuss – Der Bus (Das Zeug einer Heiligen) (č. Autobus (Co dokáže světice))
- 2006 René Pollesch Cappuccetto Rosso
- 2007 Helgard Haug / Daniel Wetzel (Rimini Protokoll) Karl Marx: Das Kapital, Erster Band (Karl Marx: Kapitál, první svazek)[4]
- 2008 Dea Loher – Das letzte Feuer
- 2009 Elfriede Jelinek – Rechnitz (Der Würgeengel)[5]
- 2010 Roland Schimmelpfennig – Der goldene Drache
- 2011 Elfriede Jelinek – Winterreise (č. Zimní putování)[6][7]
- 2012 Peter Handke – Immer noch Sturm[8]
- 2013 Katja Brunner – von den Beinen zu kurz
- 2014 Wolfram Höll – Und dann
- 2015 Ewald Palmetshofer – die unverheiratete[1][9]
- 2016 Wolfram Höll – Drei sind wir[10][2]
- 2017 Anne Lepper – Mädchen in Not[11]